# Oportunidades
Oportunidades fue un programa especial (que consta de un único envío) de la Fundación Huésped por el Día Mundial de la Lucha contra el Sida, con el fin de ayudar a reflexionar sobre los prejuicios y la discriminación alrededor del VIH/SIDA.  
Está protagonizado por Celeste Cid, Damián De Santo. Con las participaciones especiales de Martín Seefeld, Marta Bianchi, Manuel Vicente, Ana María Orozco, Julián Weich, María Abadi, Alejandro Fiore y Graciela Tenenbaum. Además formaron parte del programa los actores y actrices: Maya Lesca, Horacio Oliveros y Clara Ulrich.

## Sinopsis
Nora (Celeste Cid) y Miguel (Damián de Santo) son una pareja que está esperando un hijo y, al hacerse los análisis pertinentes, ella descubre que tiene VIH. En esta ocasión, el programa hace hincapié en el tema de la transmisión del virus de madre a hijo – también denominada “transmisión vertical” – y que puede producirse tanto en el embarazo como en el parto y la lactancia.
Este es el tercer unitario que El Trece emite por el Día Mundial de la Lucha contra el Sida, con el fin de ayudar a reflexionar sobre los prejuicios y la discriminación alrededor del VIH/sida. Entre los años 2002 y 2005, la emisora brindó espacio al “backstage” del Calendario de Fundación Huésped realizado por la fotógrafa Gaby Herbstein, del que participaron reconocidos personajes de la cultura y el espectáculo argentinos. En 2006, El Trece y Fundación Huésped fueron pioneros en exhibir, por primera vez en la televisión abierta local, un programa de ficción dedicado exclusivamente al VIH/sida, "Hoy me desperté", dirigido por Bruno Stagnaro y Darío Lanis. En 2007, el unitario se llamó “Reparaciones” y fue protagonizado por Pablo Echarri y Érica Rivas.

## Elenco
- Celeste Cid - Nora
- Damián De Santo - Miguel
- Marta Bianchi - Marga
- Manuel Vicente - César
- Ana María Orozco - Celia
- Martín Seefeld - Dr. Ameghino
- Julián Weich - Taxista
- María Abadi - Marcela
- Graciela Tenenbaum - Mucama
- Maya Lesca - Enfermera
- Alejandro Fiore - Pascual
- Horacio Oliveros - Paciente
- Clara Ulrich - Doctora

## Ficha técnica
- Dirección artística y guion: Liliana Escliar y Marisa Grinstein
- Producción General: Deborah Cosovschi y Leandro Cahn
- Dirección: Daniel Barone
- Producción ejecutiva: Victor Tevah y Debora Fiora
- Dirección de Fotografía: Marcelo Moreno
- Dirección de Arte: Carolina de Michels
- Vestuario: Alicia Flores y Estela Flores
- Asistente de dirección: Luis Zorraquín y Jorge Bachara
- Asistente: Pablo López
- Cortina musical de: Lisandro Aristimuño.